# رطنية
الرطنية (الاسم العلمي: Krameriaceae) هي فصيلة من النباتات تتبع رتبة القديسيات من طائفة ثنائيات الفلقة.

## أجناس
- الرطن